# Донској
Донској (рус. Донской) град је у Русији у Тулској области. Према попису становништва из 2010. у граду је живело 64.561 становника.

## Становништво
Према прелиминарним подацима са пописа, у граду је 2010. живело 64.561 становника, 31.816 (97,16%) више него 2002.
| 1939.  | 1959.  | 1970.  | 1979.  | 1989.  | 2002.  | 2010.  |
| ------ | ------ | ------ | ------ | ------ | ------ | ------ |
| 13.385 | 30.310 | 33.402 | 35.411 | 36.158 | 32.745 | 64.552 |